# Rhea Perlman

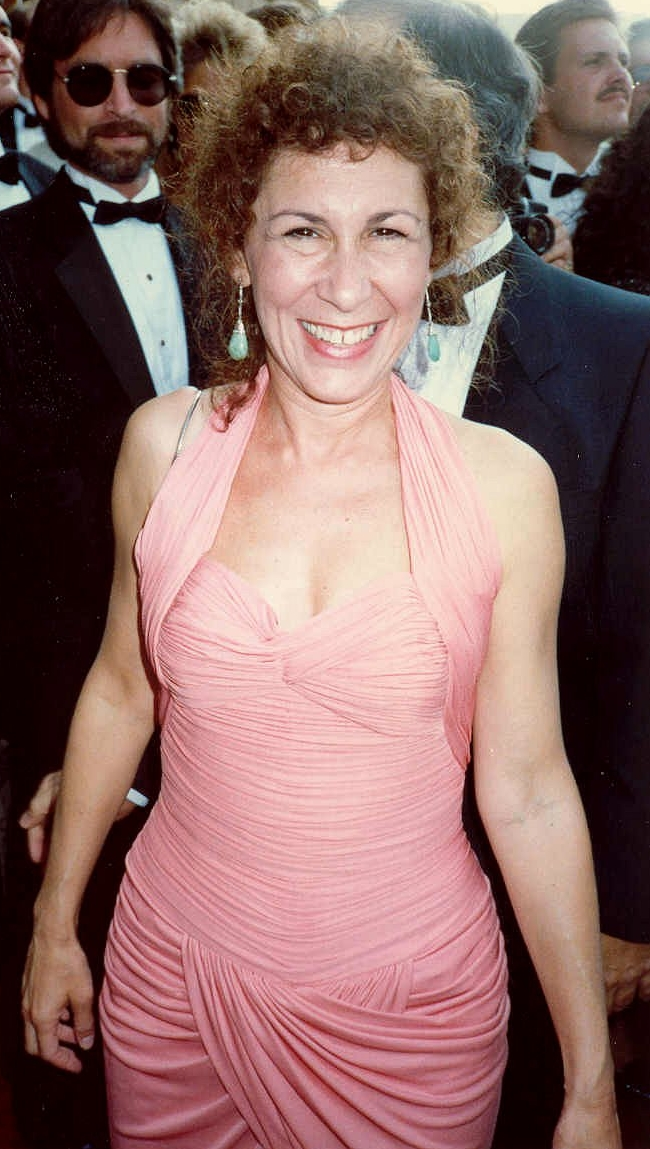
Rhea Perlman 1988 bei der Emmy-Verleihung (Foto: Alan Light)

Rhea Perlman (* 31. März 1948 in Brooklyn, New York City) ist eine US-amerikanische Schauspielerin.

## Leben und Leistungen
Rhea Perlman wuchs gemeinsam mit ihrer Schwester Heide (* 1953) als Tochter des polnischen Einwanderers und Spielzeugverkäufers Philip (1919–2015) und der Buchhalterin Adele (1922–2016) in Brooklyn auf. Dort besuchte sie die High School und ein College, welches sie mit Gratifikation in Schauspiel abschloss. Seit 1982 ist sie mit dem Schauspieler Danny DeVito verheiratet, mit dem sie drei Kinder hat, darunter die Schauspielerin Lucy DeVito.
Sie wirkte in zahlreichen Fernseh- und Kinofilmen mit, ist aber vor allem durch ihre Rolle als Carla Tortelli in der Sitcom Cheers, in der sie eine rebellische Bedienung der gleichnamigen Bar spielt, bekannt geworden. Für diese Rolle wurde sie in elf Jahren zehn Mal für den Emmy nominiert und gewann ihn 1984, 1985, 1986 und 1989. Außerdem spielte sie die Figur der Carla Tortelli bei Gastauftritten in vier weiteren Serien, Chefarzt Dr. Westphall (St. Elsewhere) (Folge Cheers, 1985), The Tortellis (Pilotfilm, 1987), Die Simpsons (Folge Fear of Flying, 1994), und dem Spin-off von Cheers, Frasier (Folge Cheerful Goodbyes/Cheers zum Abschied, 2002).
Im Film trat Perlman unter anderem in Unsere feindlichen Nachbarn, einem Spielfilm des Regisseurs Michael Moore, sowie in Matilda als Film-Ehefrau ihres Mannes Danny DeVito auf.
2023 porträtierte sie im Kinofilm Barbie den Geist von Ruth Handler, der im Firmengebäude von Mattel haust.
Ihr Vater hatte 1986 Statistenrollen in Cheers. Ihre Schwester Heide war als Fernsehproduzentin an der Entstehung einiger Folgen von Cheers und der Nachfolgeserie Frasier beteiligt und schrieb auch Drehbücher für beide Serien. Sie ist nicht verwandt mit Ron Perlman.

## Filmografie (Auswahl)
- 1972: Hot Dogs for Gauguin (Kurzfilm)
- 1979: Swap Meet
- 1980: Taxi (Fernsehserie, 6 Folgen)
- 1982: Liebe hinter Gittern (Love Child)
- 1982–1993: Cheers (Fernsehserie, 270 Folgen)
- 1984: T.V. – Total verrückt (The Rating Games, Fernsehfilm)
- 1985: Chefarzt Dr. Westphall (St. Elsewhere, Fernsehserie, Folge 3x24)
- 1986: Mein kleines Pony – Der Spielfilm (Stimme) (My Little Pony: The Movie)
- 1986: Unglaubliche Geschichten (Fernsehserie Folge 2x01)
- 1987: The Tortellis (Fernsehserie, Folge 1x01)
- 1987: Im Netz des Todes (Dangerous Affection, Fernsehfilm)
- 1989: Nur über Deine Leiche (Over Her Dead Body)
- 1992: Kidnapping der Nervensägen (To Grandmother’s House We Go)
- 1992: Die Maulwürfe (There Goes the Neighborhood)
- 1994: Die Simpsons (Fernsehserie, Folge 6x11, Stimme)
- 1995: Unsere feindlichen Nachbarn (Canadian Bacon)
- 1996: Sunset Park
- 1996: Matilda
- 1996: Carpool – Mit dem Gangster auf der Flucht (Carpool)
- 1996–1997: Pearl (Fernsehserie, 22 Folgen)
- 1998: Chaos auf vier Pfoten (In the Doghouse, Fernsehfilm)
- 1999: Verrückt nach dir (Mad about You, Fernsehserie, Folge 7x12)
- 2001: Becker (Fernsehserie, Folge 4x01)
- 2001: Kate Brasher (Fernsehserie, 6 Folgen)
- 2002: Frasier (Fernsehserie, Folge 9x21)
- 2006: 10 Items or Less – Du bist wen du triffst (10 Items or Less)
- 2007: Bis später, Max! (Love Comes Lately)
- 2008: Beethovens großer Durchbruch (Beethoven’s Big Break)
- 2012: The Sessions – Wenn Worte berühren (The Sessions)
- 2012: Hot in Cleveland (Fernsehserie, Folge 3x16)
- 2014–2017: The Mindy Project (Fernsehserie, 17 Folgen)
- 2015: Für die zweite Liebe ist es nie zu spät (I’ll See You in My Dreams)
- 2016: Mom (Fernsehserie, Folge 3x12)
- 2018: Rettet Flora – Die Reise ihres Lebens (Saving Flora)
- 2019: Dancing Queens (Poms)
- 2020: Funny Face
- 2023: Barbie
- 2023–2025: Poker Face (Fernsehserie, 5 Folgen)
- 2025: Mid-Century Modern (Fernsehserie, Folge 1x07)
- 2025: Too Much (Fernsehserie, 6 Folgen)